# 삼일 (기업)
삼일(Samil)은 대한민국의 물류 기업이다. 본사는 경상북도 포항시 남구 대송면 송덕로 125-15에 위치해 있으며 대표이사는 안인수, 강승엽이다.

## 역사
1965년 12월에 법인 설립되어 1997년 3월에 코스닥 시장에 상장되었다. POSCO의 오랜 물류 협력업체이다.

## 참고 문헌
1. ↑  하상수한국IR협의회 기술분석보고서 삼일, 2022.05.12
2. ↑  삼일, '주가 15%↑' 중국산 철강 공급↓ 포스코 철강제품 물류 담당 주목, 아주뉴스, 2021-05-04
3. ↑  ‘北 의심 석탄' 포항에 하역한 ‘삼일’은 어떤 곳?, 뉴스데일리, 2018-08-09